# Брынец
Брынец — река в России, протекает по Сухиничскому району Калужской области. Левый приток реки Брынь.

## География
Река Брынец берёт начало у деревни Струбовая. Течёт на север. На реке расположены деревни Струбовая, Бранцы, Малые Подосинки и село Татаринцы. На реке устроено два пруда. Устье реки находится восточнее города Сухиничи, в 55 км от устья реки Брынь. Длина реки составляет 10 км.

## Данные водного реестра
По данным государственного водного реестра России относится к Окскому бассейновому округу, водохозяйственный участок реки — Ока от города Белёв до города Калуга, без рек Упа и Угра, речной подбассейн реки — бассейны притоков Оки до впадения Мокши. Речной бассейн реки — Ока.
Код объекта в государственном водном реестре — 09010100512110000019746.